# Bélinographe

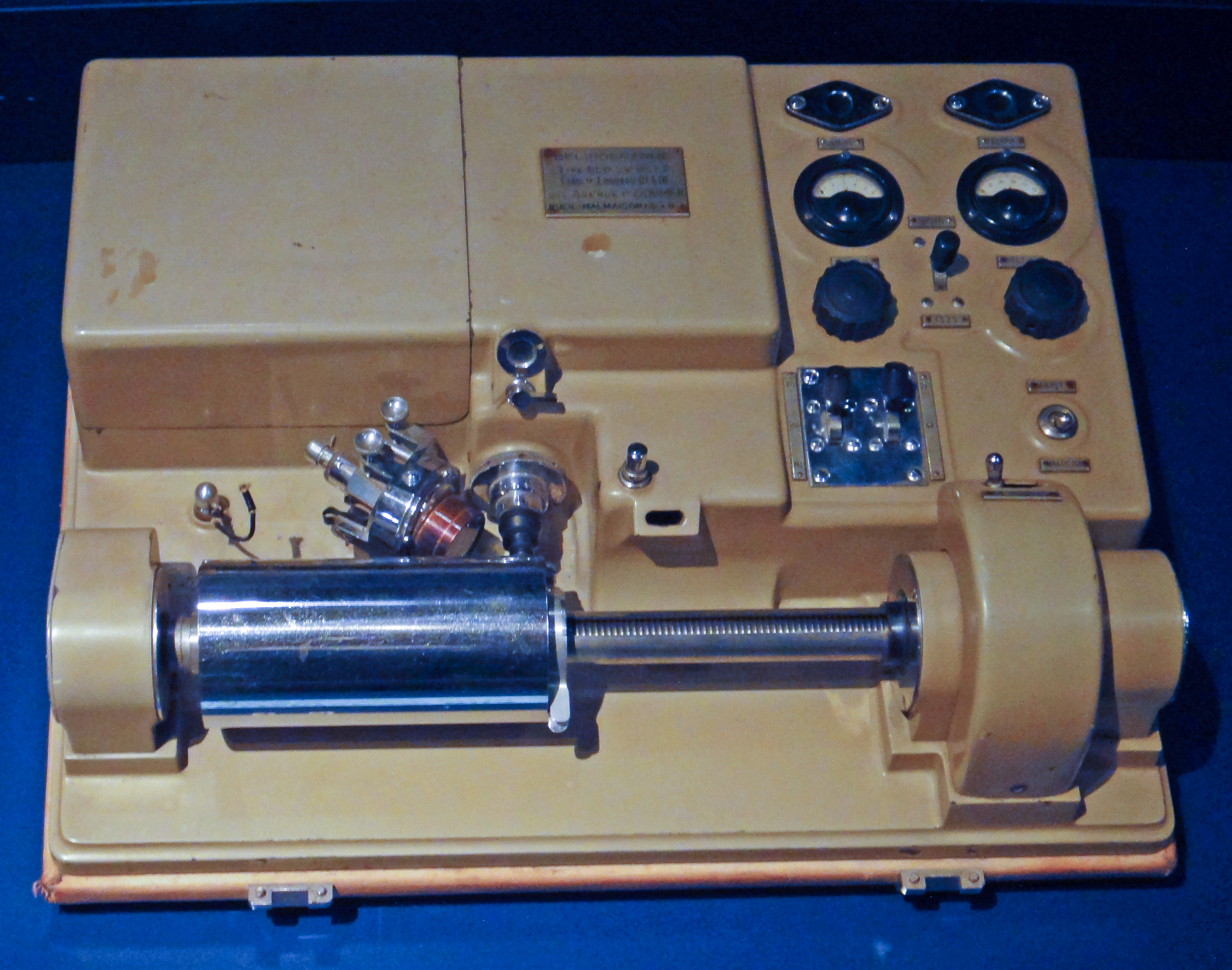
Bélinographe BEP-2V (1953).

Le bélinographe, du nom de son inventeur Édouard Belin, souvent abrégé en bélino était un appareil de la transmission à distance de photographies par circuit téléphonique ou par radio.
Il a été en usage dans la presse écrite jusqu'à son remplacement par le télécopieur, fonctionnant sur le même principe, dans le dernier quart du XXe siècle.

## Histoire

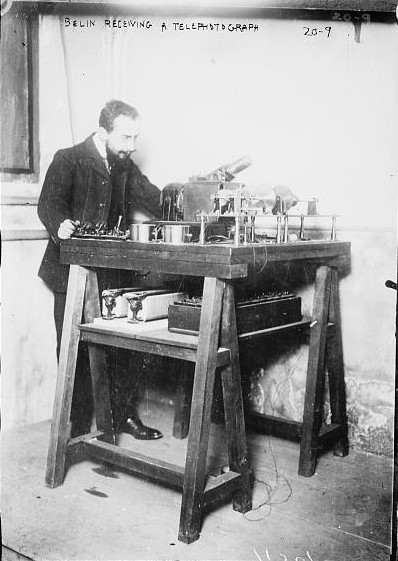
Édouard Belin dans son laboratoire en 1920.

Au début du XXe siècle, Édouard Belin travaille sur la transmission de l'image réelle par l'électricité — c'est-à-dire la télévision — lorsqu'il apprend qu'Arthur Korn va présenter à Paris un système de transmission de l'image photographique par télégraphe. Il abandonne alors son projet initial pour préparer un appareil concurrent de celui de Korn : ce sera le télestéréographe.
Cet appareil dont le nom signifie « écriture à distance du volume » se base sur une propriété mécanique de la gélatine bichromatée utilisée en photographie, que  l'américain Amstutz a déjà exploitée pour le même usage à partir de 1895. Celle-ci devient dure et insoluble quand elle a été exposée à la lumière et développée, ce qui permet de transformer la photographie en embossage, que l'on fixe sur un cylindre tournant. Un palpeur balaye ce relief ligne par ligne. Un rhéostat convertit l'épaisseur en signal électrique qu'on transmet sur une ligne télégraphique. À la réception, le signal actionne un jeu de filtres mobiles qui module la lumière qui expose, sur un cylindre qui doit tourner exactement à la même vitesse que celui de l'appareil d'émission, un film ou un papier photographique.
Édouard Belin conçoit et met au point l'appareil en collaboration avec son frère Marcel et André Bing. Les ateliers d'Eugène Ducretet fabriquent le prototype. Le premier essai a lieu le 9 novembre 1907 grâce à l'intervention de Pierre Lafitte, propriétaire de journaux illustrés comme La Vie au grand air ou Je sais tout : sur un circuit Paris-Lyon-Bordeaux-Paris, l'image d'une petite chapelle alsacienne est transmise en 22 minutes sur 1 717 kilomètres mais, si « les contours sont fidèles (et) les demi-teintes reproduites, (...) il n'y a pas de réel dégradé, plutôt une succession de teintes ». Le rhéostat ne fait pas varier la tension de façon continue ; Belin le remplacera par un microphone à charbon en 1910.
Le 22 janvier 1908, dans la salle du théâtre Femina, Belin présente son invention dans le cadre d'une conférence organisée par Je sais tout et présidée par Louis Barthou, ministre des Travaux publics, des Postes, des Télégraphes et des Téléphones. L'appareil transmet en vingt-deux minutes environ une photographie de la reine Wilhelmine des Pays-Bas. Le signal a parcouru 1 700 kilomètres environ sur le circuit télégraphique Paris-Lyon-Bordeaux-Paris. La photographie est projetée sur un écran. La Société d'encouragement pour l'industrie nationale décerne à Belin une médaille d'or.
Belin perfectionne son appareil et le miniaturise. En 1913, il en propose une version portative qu'il baptise pour la première fois « bélinographe ».

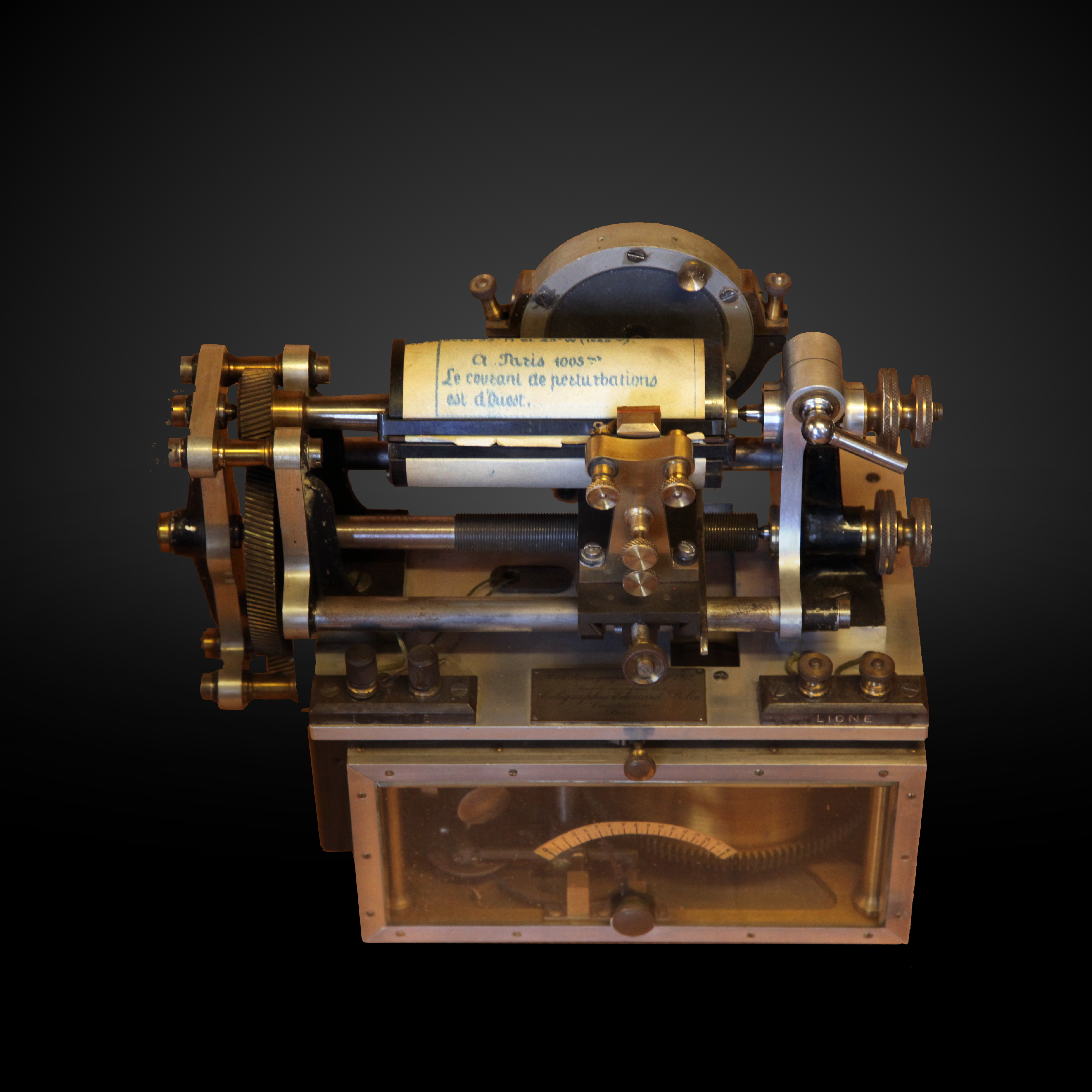
Bélinographe. Collection du CNAM.

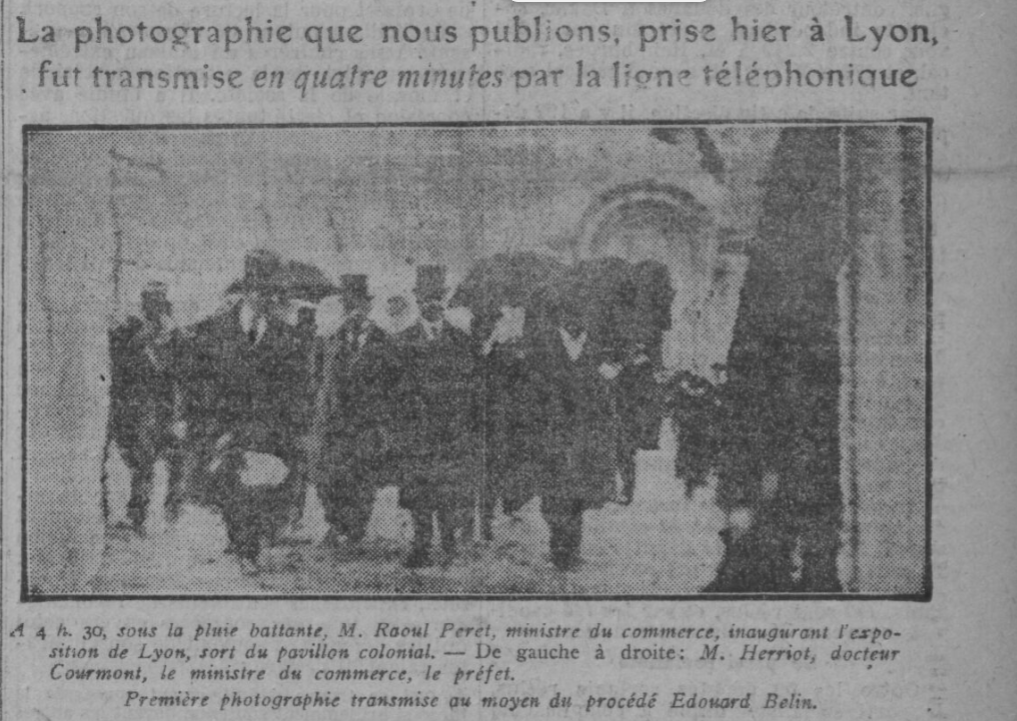
Extrait de la Une du Journal du 13 mai 1914

Le 13 mai 1914, Le Journal publie à la une la première photographie de reportage transmise par bélinographe : un cliché pris la veille, représentant l'arrivée du ministre du Commerce, de l'Industrie, des Postes et Télégraphes Raoul Péret à Lyon, pour l'inauguration de l'Exposition internationale urbaine, transmis en quatre minutes par fil téléphonique,.
La Première Guerre mondiale contraint Belin à suspendre ses recherches qu'il ne reprend que dans le courant des années 1920. Les premiers appareils fonctionnaient avec du courant continu, ce qui empêchait la transmission par des lignes téléphoniques, qui comprennent des transformateurs. L'usage de courant alternatif modulé permet la transmission par téléphone qui divise par deux le temps de transfert. Ces améliorations débouchent, en 1924, sur l'installation d'un service de bélinographie reliant entre elles les villes de Paris, Lyon, Strasbourg, Nice, Marseille et Bordeaux.
En 1920, Belin perfectionne son procédé pour permettre la transmission des photographies par radio. Le premier essai a lieu le 17 juin 1921 : des textes manuscrits, des figures géométriques ainsi peut-être que des photographies sont transmises depuis la station La Fayette, près de Bordeaux, vers Paris. L'essai sera reproduit le 15 juillet grâce au général Gustave Ferrié et devant des spécialistes américains de la télégraphie sans fil. Entre-temps, le quotidien Le Matin s'est montré particulièrement intéressé par ce perfectionnement. Il souhaite l'utiliser pour la transmission de photographies du combat de boxe devant opposer, le 2 juillet, Georges Carpentier à Jack Dempsey. Belin envoie deux ingénieurs à New York mais, par suite d'un retard, le bateau qui les y conduit n'arrive que le 1er juillet, veille du combat. Mais le réglage des appareils ne peut être effectué à temps. Ce n'est que la nuit du 4 au 5 août,, qu'a lieu la première transmission transatlantique d'une image fixe : un bref message autographe de félicitation adressé par Carr Van Andadu, le chef d'édition du New York Times, au Matin. Ce message, envoyé par la station de la Marine américaine à Annapolis, est reçu par Belin à son laboratoire de La Malmaison le 5 août à environ 5 heures du matin, heure locale. De nombreuses autres expériences de transmission transatlantique d'images fixes ont lieu par la suite. La première effectuée « en sens contraire » — c'est-à-dire depuis la France vers les États-Unis — concerne un message autographe d'Aristide Briand : envoyé de Paris, il est reçu par la station de la Marine américaine à Bar Harbor. En 1923, a lieu la première transmission de photographie proprement dite par radio entre La Malmaison et Le Matin. L'appareil sert avant 1930 à la transmission des bulletins météorologiques.
En 1927, le bélinographe adopte l'analyse optique par une cellule photoélectrique déjà utilisée par son concurrent allemand Arthur Korn. Le procédé raccourcit le délai de préparation de la transmission ; il n'est pas nécessaire d'attendre que la gélatine du tirage photographique sèche.
La presse adopte progressivement la transmission d'images par ligne téléphonique. Le 28 août 1928, lendemain de la signature du pacte Briand-Kellogg, Le Matin inaugure le premier service de bélinographie régulier avec le Daily Sketch, d'une part, et The Scotsman, d'autre part. « En France, Le Matin et L'Ouest-Éclair sont les deux seuls journaux dotés de bélinographes », écrit L'Ouest-Éclair le 25 octobre 1931.
Belin poursuit la miniaturisation de son appareil et, en 1933, parvient à produire un transmetteur au poids réduit à dix-sept kilogrammes et transportable dans une valise : la valise bélinographe. Le fonctionnement exige une seconde valise, l'ensemble pesant 45 kg. De nouveaux journaux s'équipent en matériel récepteur mais, en 1939, ce n'est encore le cas que de cinq quotidiens nationaux : Paris-Soir, Excelsior, L'Intransigeant, Le Matin et Le Petit Parisien.
Les reporters de presse vont  couramment utiliser  « la Bélino » jusque dans les années 1960-1970. Lors de la parution, les photographies reçues par ce procédé seront souvent accompagnées de la mention « Transmis par Bélino » ou « Bélino transmis », une explication de la rapidité de la transmission, mais aussi de la qualité inférieure de la photographie. « Bélinographe, synonyme, disait-on chez les photo-reporters d'autrefois, de qualité d'image abominable », écrit Emmanuel Bigler.

## Fonctionnement
La photo ou le document est placé sur un cylindre mobile. Il est analysé ligne par ligne, par une cellule photoélectrique qui se déplace sur la génératrice du tambour en rotation. Les niveaux de gris sont transformés en fréquences (aiguë pour le blanc, grave pour le noir) et transmis en ligne.
À l'autre extrémité un système de tambour synchronisé, avec un cylindre identique dans une chambre noire, porte un papier photographique. Le système de réception convertit les fréquences reçues en intensité lumineuse grâce à une petite ampoule. Il suffit de développer le papier photographique à la fin de la réception pour obtenir une copie de l'image originelle.
L'envoi d'une photographie noir et blanc de 13 × 18 cm dure environ douze minutes.

## Évolutions
Vers les années 1960, le document de réception est rendu sur du papier thermique[réf. nécessaire].